# Всемирный день без табака

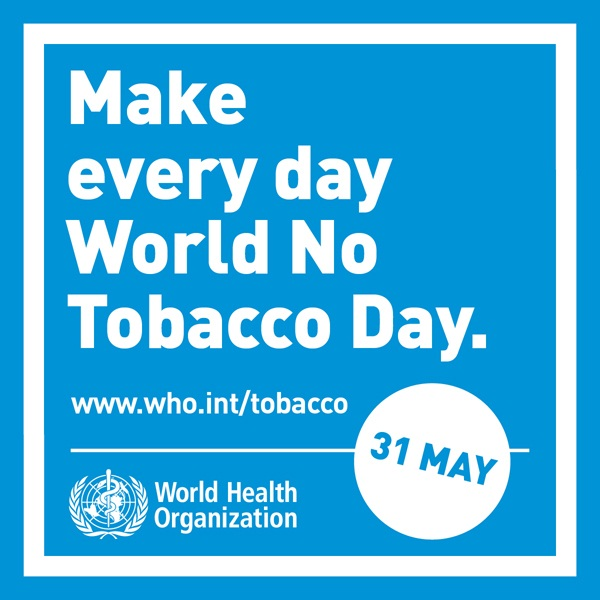
«Сделай каждый день Всемирным днём без табака». Постер Всемирной организации здравоохранения, 2018.

Всемирный день без табака (на других официальных языках ООН: англ. World No Tobacco Day, араб. اليوم العالمي للامتناع عن التدخين, ‎исп. Día Mundial Sin Tabaco, кит. 世界无烟日, фр. Journée mondiale sans tabac
) — официально установленный Организацией объединённых наций (ООН) международный памятный день.
День отмечается ежегодно 31 мая. Провозглашён в 1988 году Всемирной организацией здравоохранения (ВОЗ) на 42 сессии Всемирной ассамблеи здравоохранения (резолюция № WHA42.19).
ВОЗ сообщает о более чем 25 заболеваниях, течение которых ухудшается под воздействием курения (сердечно-сосудистые, лёгочные и онкологические заболевания). Серьёзные научные доказательства связи рака лёгких и инфаркта миокарда с курением были приведены в многолетнем исследовании британских учёных British Doctors Study. Последствия вредной привычки ежегодно приводят к смерти около 6 миллионов человек в мире (из них 600 тысяч пассивных курильщиков). По статистике, в России курят около 44,2 миллиона[обновить данные] человек (39,1 % населения).
Всемирный день без табака входит в систему всемирных и международных дней ООН.
В США установлен «День отказа от курения» (англ. Great American Smokeout), который отмечается в третий четверг ноября. Он был установлен Американским онкологическим обществом (англ. American Cancer Society) в 1977 году.

## Темы международного дня
- 2022 год — «Табак – угроза нашей окружающей среде»
- 2021 год — «Примите решение отказаться от табака»
- 2020 год — «Табак и новое поколение»
- 2019 год — «Табак и здоровье лёгких»
- 2018 год — «Табак и болезни сердца»
- 2017 год — «Табак — угроза для развития»
- 2016 год — «Подготовиться к простой упаковке»
- 2015 год — «Прекратить незаконную торговлю табачными изделиями»
- 2013 год — «Запрет на рекламу, стимулирование продажи и спонсорство табачных компаний»
- 2012 год — «Противостояние табачной промышленности»
- 2011 год — «Рамочная конвенция ВОЗ по борьбе против табака»
- 2010 год — «Гендерный фактор и табак: особое внимание маркетингу для женщин»
- 2009 год — «Предупреждения о вреде табака для здоровья»
- 2008 год — «Молодёжь без табака»
- 2007 год — «Места пребывания людей без табачного дыма»
- 2006 год — «Табак в любой форме и разновидности смертельно опасен»
- 2005 год — «Специалисты здравоохранения и борьба против табака»
- 2004 год — «Табак и бедность: порочный круг»